# プルーデンス・クランドル
プルーデンス・クランドル（Prudence Crandall、/ˈpruːdəns ˈkrændəl/、1803年9月3日 - 1890年1月28日）は、アメリカの学校教育者。1831年の秋にコネチカット州カンタベリで女子中等教育を担う私立の寄宿学校を開校したが、1833年の秋に17歳のアフリカ系アメリカ人の女生徒の授業参加を認めたことでボイコットを受けた。このときの授業は、アメリカ合衆国史上はじめて実施された人種統合型教育であったとみなされている。地域社会の強い反動を受けて一時的に学校を閉鎖し、翌年の春から「有色人種の少女を受け容れる学校」として再度開校したが、さらなる論争を巻き起こした。開校の一か月後に成立した法律に基づいて逮捕され、アフリカ系アメリカ人の女子に中等教育を施す試みは数か月足らずで中断した。南北戦争（1861-1865）後には再評価が進み、21世紀現在でも顕彰が盛んである。

## 前半生
プルーデンス・クランドルは、1803年9月3日にロードアイランド州ホプキントンの街にあるホープ・ヴァレー地区
に住むクエーカー教徒のカップル、パードン・クランドルとエスター（旧姓カーペンター）を父母として生まれ、クエーカー教徒として育てられた。プルーデンス17歳の時に父は家族を連れてコネチカット州カンタベリの小さな町に移り住むことを決めた。プルーデンスはロードアイランド州プロヴィデンスにあったフレンズ・ボーディング・スクールという寄宿学校に入学した。そして、1831年に彼女はカンタベリに新しく設立された女生徒向けの寄宿学校、カンタベリ・フィーメイル・ボーディング・スクールの運営に携わるために同地に戻った。同校はプルーデンスが姉妹のアルミラと共同購入したものであった。

## 寄宿学校の人種統合教育
1832年の秋、地元に住んでいたサラ・ハリスという名前の自由身分の黒人農夫の娘が、他の黒人にも勉強を教えたい（つまり、先生になりたい）ので、クランドルの学校に受け容れてもらいたいと頼んできた。サラの父親はカンタベリ近くで小さな農場を所有していた。そしてサラは、十代の白人の女の子がクランドルの学校に通っているように、同じ地区の学校に通ってもいた。
クランドルは、サラ・ハリスの入学を許可することが引き起こしうる反響について、よくわかっていないまま、最終的に彼女の入学を認めた。すると、町の有力者がたくさんクランドルのところにやってきて、ハリスを学校から追い出すように異議を唱え、プレッシャーをかけたが、彼女は拒絶した。今いる生徒たちの家族は、娘に学校をやめさせた。
その結果、クランドルは白人の少女たちへの授業を止めて、完全に黒人の少女たちのための学校として学校を開くことになった。一時的に閉校して広く生徒を集め、1833年4月2日に再開した。このとき奴隷制廃止論者のウィリアム・ロイド・ギャリソンが支援者となり、彼の新聞『リベレイター』に生徒募集の広告を載せてくれた。広告には、1833年4月の最初の月曜日に開校するとあり、次のような文言が並んでいた。「有色人種のお嬢さん方を受け容れる学校です。学費は四半期ごとに25ドル、半額先払い。」推薦人の一覧には、アーサー・タッペン、サミュエル・ジョセフ・メイ、ウィリアム・ロイド・ギャリソン、アーノルド・バッファムが名を連ねた。

## 新しい学校

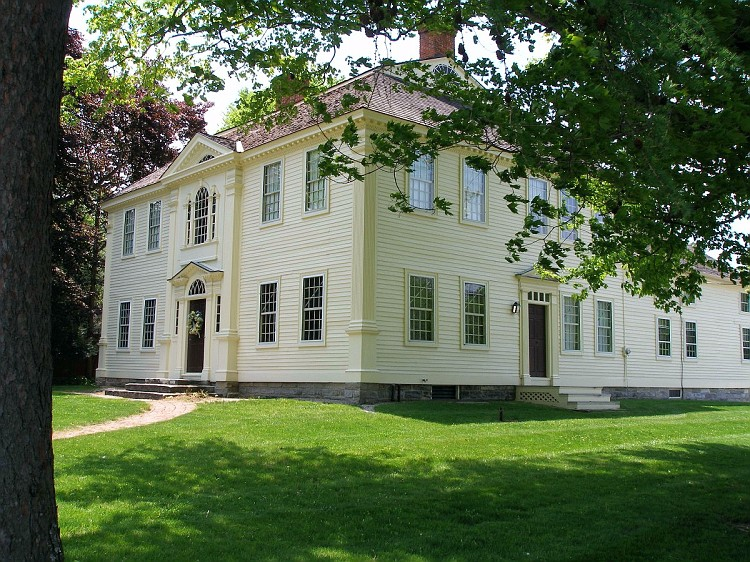
現在は博物館となっている。

学校の話は大西洋岸の諸地域を駆け巡り、州外からもクランドルの学校へ娘を送る黒人家庭も出始めた。1833年4月1日、ボストン、プロヴィデンス、ニューヨーク、フィラデルフィアほか、コネチカット周辺の地域から集まった20人の黒人少女たちが、「ミス・クランドルの有色人種のお嬢さん方のための学校」に集まった。
新しく始めた学校で、クランドルは、さまざまな教科を教えた。読み方、書き方、算術、英語の文法、地理、歴史、自然哲学、倫理、化学、天文学、美術、音楽、ピアノに、フランス語までも教えた。生徒たちには四半期ごとに25ドルの支払いが求められた。このお金は、授業料、寄宿費、清掃費に充てられた。本と文房具は一括購入して生徒たちに割引販売した。学校運営をやり遂げて若い黒人女性たちを助けようというクランドルの情熱はしかし、短い時間で尽きてしまった。なぜなら、彼女は地元社会からの村八分と批判にすぐに直面することになったからである。コミュニティからの排除と批判はさらに、コネチカット州全体からも向けられることとなった。

## 社会の反動
カンタベリの市民たちは最初、学校に抗議したが、のちに寄り合いを開いて「この厄介ごとを回避できる効果的な方法あるいは迅速にこれを排除できるような方法を編み出し、適用すること」を話し合った。抗議ではクランドルの意思が揺るがなかったため、手段は次第にエスカレートしていき、警告、脅迫、ついには学校に対しての暴力行為にまで至った。クランドルは地元の強い反対に直面し、彼女を中傷する者たちにはこれを撤回する気持ちは毛頭なかった。クランドルと地域社会との対立はいまや「カンタベリ・アフェア」「クランドル・アフェア」と呼ばれ、北部諸州を揺るがす社会問題となった。
1833年5月24日に、コネチカット州立法府は「黒人法」を通過させた。この法律は、町の許可なしに州外から黒人の学生を学校に入学させることを禁止する条項を含んでいた。7月にクランドルは逮捕され、州立刑務所に一晩入れられたのちに、保釈金と引き換えに裁判までの間、解放されることとなった。
黒人法を盾に取って、町の人々はクランドルや学校の生徒たちに一切の品物を売らないことにした。店を閉じて集会所も閉めてしまった。駅馬車の馭者は彼女らのところへ物を運ぶことを拒否したし、町の医者でさえも彼らの求めに応じようとしなかった。さらにひどいことに町の人々は、学校で唯一、水を手に入れられる場所であった井戸に動物の糞便を投げ入れて汚染させたうえに、クランドルがよそから水をもらってくることもできないようにした。もはやクランドルが学校をやっていくのは難しくなっていたが、それでも彼女は若い生徒たちに授業を続けた。そしてそのことは怒れるコミュニティに対して、火に油を注ぐことになった。
生徒たちもまた、苦しんだ。ある17歳の生徒、アンナ・エリザ・ハモンドは逮捕までされてしまったが、地元の奴隷制廃止論者のサミュエル・J・メイの援助により寄付で集められた保釈金10,000ドルを支払うことができた。
メイのクランドルへの支援に対して、コネチカット州の政治家、アンドリュー・T・ジャドソンは、次のように主張した。

## 裁判のゆくえ

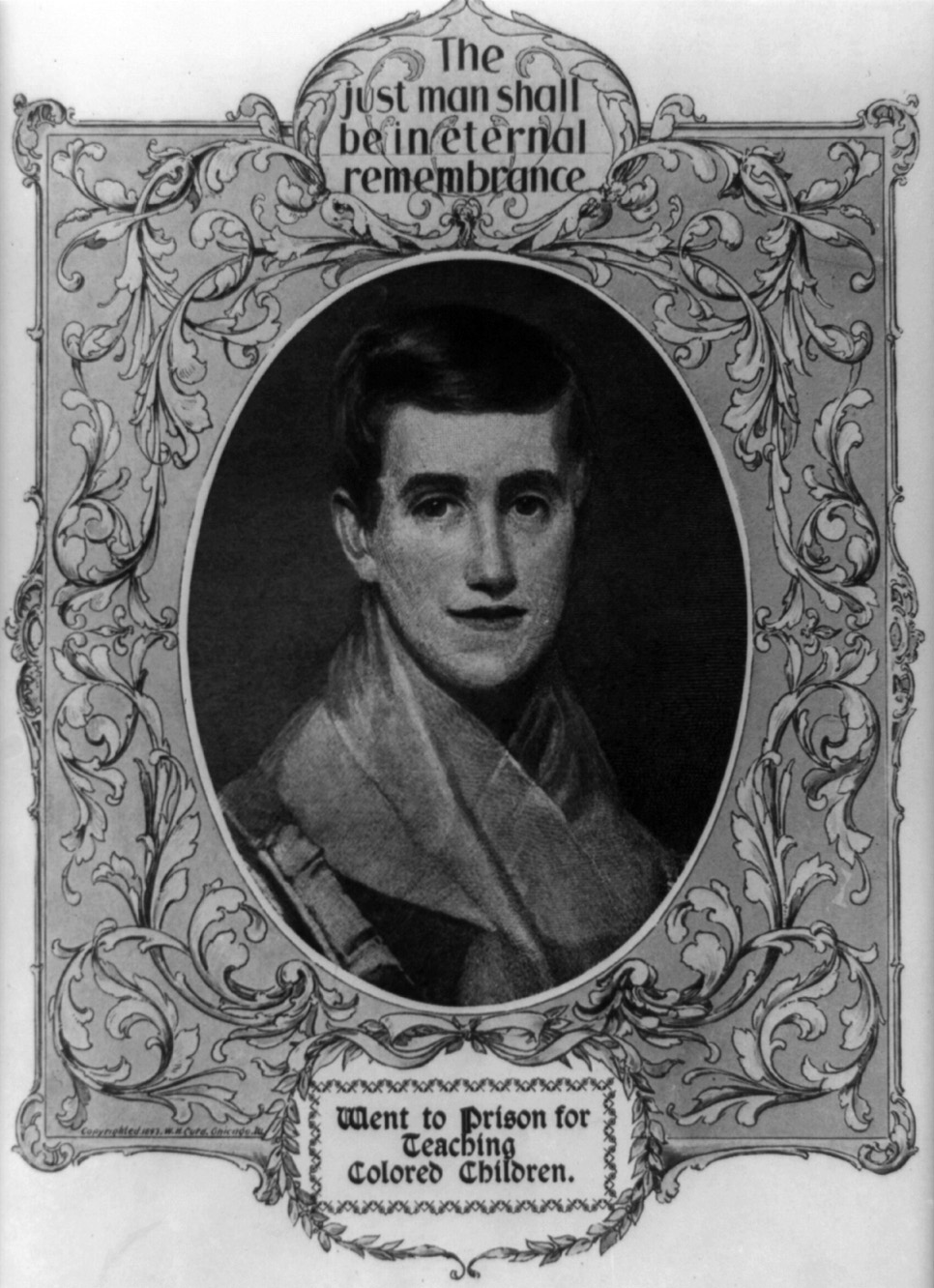
「永遠に記憶されるべき人物」「有色人種の子どもたちに教育を施したために牢屋に入った」

ニューヨーク州の著名な奴隷制廃止論者、アーサー・タッペンは、クランドルの裁判における彼女の弁護人として、最も有能な弁護士たちを雇うために10000ドルを寄付した。最初の公判は1833年8月23日にウィンダム郡裁判所で開かれた。（当時、）アフリカ系アメリカ人の教育に関するコネチカット州法の合憲性は、複数の訴訟で激しい問題となっていた。
クランドルの弁護人らは、（本件訴訟に係る）アフリカ系アメリカ人はそもそも他の州の市民である、それゆえ、彼らがコネチカット州人であるとして考慮されるべきではないという主張には論拠がない、という議論を展開した。そして、弁護人らは、アメリカ合衆国憲法における彼らの権利の剥奪に焦点を絞った。対照的に検察側は、奴隷から解放されたアフリカ系アメリカ人はどの州においても市民ではないと主張した。そして、郡裁判所の陪審員らは最終的に結論にたどり着くことができなかった。
二審では学校側敗訴と判決が下った。しかし、1834年7月に上告を受け、裁判は最高裁判所に持ち込まれた。上告の結論として、コネチカット州最高裁判所は、証拠不十分で7月22日の判決を取り消し、下級審に差し戻した。
法的手続きにより学校運営を差し止められることはなかったが、学校に対する町の人々の暴力が増加した。窓を重い鉄の棒で割るといった学校を荒らす行為が続いた。地域の人々は9月9日の下級審の判決取り消しに非常に怒り、学校に火がつけられた。生徒たちの安全、クランドル自身及び家族の安全を考慮して、クランドルは1834年9月10日に学校を閉校することを決意した。

## 後半生
閉校した年と同じ年の8月に、プルーデンス・クランドルは、バプティスト派の説教師で奴隷制度廃止論者でもあった、カルヴィン・フィレオ牧師と結婚した。夫妻はマサチューセッツ州に引っ越し、その後、ニューヨーク州、ロードアイランド州、イリノイ州に移り住んだ。イリノイの地で1874年にカルヴィン・フィレオは亡くなった。寡婦となったプルーデンス・クランドルは結婚前の名前を再び名乗り、兄弟の一人ヒゼキアと共に1877年頃、カンザス州のエルク・フォールズにホームステッドを取得して移り住んだ。当地で二人とも亡くなり、墓所もそこにある。晩年も教育への興味を保ち続け、近所の子どもたち相手にフリースクール形式で読み書きを教えていたという。
プルーデンスのもう一人の兄弟、ルーベン・クランドルについても記載する。ルーベンは、イェール大学で医学を学び、1835年5月に医学免許を取得した。そして、ニューヨーク州ピークスキルからワシントンD.C.に移り、植物学の講義を始めるとともに植物の分類の研究を始めた。彼のトランクには、米国反奴隷制度協会のパンフレットと新聞がたくさん詰まっており、そのうちのいくつかは収集した植物を包むために使っていた。これが二人の巡査に見つかり、1835年8月10日に逮捕された。罪状は奴隷制廃止論者のパンフレットを配布目的で所持していた罪である。刑務所にはルーベンをリンチにかけようとする群衆が集まり、合衆国弁護士フランシス・スコット・キーが彼を訴追した。というのも、彼の逮捕の少し前にアーサー・ボウェンという名の精神を病んだ黒人奴隷が白人女性を殺そうとしたと疑われる事件があり、これに怒った群衆が暴徒化したことがあったからである。ルーベン・クランドルは8か月牢屋に入れられ、2週間の陪審員裁判ののち、5つのすべての罪状について無罪で放免された。しかしながら、彼は牢屋の中で結核を患ってしまい、コネチカットに少しだけ戻った後、1836年にジャマイカへ行き、当地で病気のため、30歳で亡くなった。
コネチカット州は黒人法を1838年に撤廃し、のちに、州議会の制定した条例によりプルーデンス・クランドルに1年につき400ドルの年金を渡すことを認めた。この金額は、2015年現在の貨幣価値で10,500ドル、約1290万円に相当する。これが決まったのは1886年のことで、彼女が亡くなる少し前のことだった。また、この決定にはマーク・トウェインによる尽力があったことがよく知られている。

## 顕彰
米国聖公会は、礼拝用の暦で、毎年9月3日をプルーデンス・クランドル追慕の日としている。
クランドルの私立学校の建物は、今でもカンタベリに建っており、現在では、コネチカット文化観光協会が運営するプルーデンス・クランドル博物館となっている。また、彼女の書いた書簡類はコネチカット大学が保管している。また、博物館の建物は、1991年に国定歴史建造物の指定を受けた。
コネチカット州エンフィールドには、彼女の名前をとったプルーデンス・クランドル小学校がある。夫のカルヴィン・フィレオか、もしくは同名の家族が、エンフィールドと同じハートフォード郡に属するサフィールドの旧中央墓地に埋葬されている。
1995年にコネチカット州議会は、プルーデンス・クランドルを公式に州の英雄的人物の一人とすることを決定した。2009年にはクランドルと生徒の銅像がハートフォードに建立された。
また、カンザス州は、州内を走る高速道路上に、クランドルを讃える標識を建てた。この標識は彼女のコネチカットにおける裁判が、同州北西部のトピーカ教育区で発生した人種統合教育に関する一連の裁判、合衆国最高裁判所判例「ブラウン対教育委員会裁判」の先駆をなしたものである旨を注記している。クランドルの生涯は、映画化もされている（She Stood Alone）。